# Jiamao
Le jiamao (autres appellations : kamau, taï) est une langue parlée près de la montagne Wuzhi dans le sud de la province de Hainan, en Chine, dans les districts de Baoting, Lingshui et Qiongzhong. Avec le hlaï et le cun, il forme la branche dite « hlaïe » de la famille des langues taïes-kadaïes.